# Tepłowyk Jużnoukraińsk
Tepłowyk Jużnoukraińsk (ukr. Футбольний клуб «Тепловик» Южноукраїнськ, Futbolnyj Kłub "Enerhija" Jużnoukrajinśk) – ukraiński klub piłkarski z siedzibą w Jużnoukraińsku, w obwodzie mikołajowskim. Założony w 1994 roku jako Olimpija FK AES.
Do 2008 roku występował w rozgrywkach ukraińskiej Drugiej Lihi.

## Historia
Chronologia nazw:
- 1994—2005: Olimpija FK AES Jużnoukraińsk (ukr. «Олімпія ФК АЕС» Южноукраїнськ)
- 2005—2008: Enerhija Jużnoukraińsk (ukr. «Енергія» Южноукраїнськ)
- 2009—...: Tepłowyk Jużnoukraińsk (ukr. «Тепловик» Южноукраїнськ)

Klub piłkarski Olimpija FK AES Jużnoukraińsk został założony w 1994 roku i reprezentował Elektrownię Atomową w Jużnoukraińsku. Występował w rozgrywkach amatorskich.
W 1995 roku zespół amatorski Olimpija FK AES Jużnoukraińsk połączył się z klubem Artanija Oczaków i zajął jego miejsce w rozgrywkach Drugiej Lihi. Klub otrzymał status profesjonalny.
Od sezonu 1995/96 w Drugiej Lidze.
Po sezonie 2007/08 klub zajął 12 miejsce ale tak jak główny sponsor odmówił dalszego sponsorowania, to był zmuszony zrezygnować z dalszych rozgrywek w Drugiej Lidze. Klub pozbawiono statusu profesjonalnego.
Klub nadal występuje w rozgrywkach mistrzostw obwodu mikołajowskiego jako Tepłowyk Jużnoukraińsk.

## Sukcesy
- 5 miejsce w Drugiej Lidze (1 x):

1997/98

## Inne
- Artanija Oczaków